# Hullabaloo Soundtrack
Hullabaloo Soundtrack es un álbum doble de la banda británica de rock alternativo Muse. Fue publicado el 1 de julio de 2002. El primer CD se compone de una selección de «caras b» —la mayoría de la época de Origin of Symmetry— incluyendo una versión más lenta de "Hyper Music", retitulada "Hyper Chondriac Music". El segundo disco incluye otra selección de once pistas grabadas en vivo en octubre de 2001 en Le Zénith de París ante 6500 personas, entre las que se encuentran "Dead Star" e "In Your World", dos canciones nuevas que fueron publicadas en su versión de estudio como un doble sencillo para promocionar el álbum. Es el único álbum de Muse lanzado en formato Super Audio CD. Hasta el año 2014, Hullabaloo Soundtrack ha vendido más de 600,000 copias en todo el mundo.
Paralelamente se publicó un DVD titulado Hullabaloo con 20 canciones de dicha actuación con un segundo disco que incluye un documental, una discografía interactiva y fotos.

## Lista de canciones

### CD

#### Disco 1: Caras b
1. Forced In – 4:18
2. Shrinking Universe – 3:06
3. Recess – 3:35
4. Yes Please – 3:05
5. Map of Your Head – 4:25
6. Nature_1 – 3:39
7. Shine Acoustic – 5:12
8. Ashamed – 3:47
9. The Gallery – 3:30
10. Hyper Chondriac Music – 5:28

#### Disc 2: En directo en Le Zenith de París: 28-29 de octubre de 2001
1. "Dead Star" – 4:11
2. "Micro Cuts" – 3:30
3. "Citizen Erased" – 7:21
4. "Showbiz" – 5:04
5. "Megalomania" – 4:36
6. "Darkshines" – 4:36
7. "Screenager" – 4:22
8. "Space Dementia" – 5:32
9. "In Your World" – 3:10
10. "Muscle Museum" – 4:29
11. "Agitated" – 4:11

- En la versión japonesa aparece "Sunburn" con piano.

### DVD
Antes de la primera canción de la actuación hay una grabación de Tom Waits leyendo un poema llamado "What's He Building?" —«¿Qué está construyendo?», tomado de Mule Variations— que suena mientras los asistentes esperan el inicio del concierto. La misma se encuentra escondida y solo puede ser escuchada reproduciendo la primera pista e inmediatamente presionando el botón de rebobinado.

#### Disco 1: En directo en Le Zenith, París
1. "What’s He Building? (Intro)"
2. "Dead Star"
3. "Micro Cuts"
4. "Citizen Erased"
5. "Sunburn"
6. "Showbiz"
7. "Megalomania"
8. "Uno"
9. "Screenager"
10. "Feeling Good"
11. "Space Dementia"
12. "In Your World"
13. "Muscle Museum"
14. "Cave"
15. "New Born"
16. "Hyper Music"
17. "Agitated"
18. "Unintended"
19. "Plug In Baby"
20. "Bliss"

- En la edición especial japonesa aparece la canción "Dark shines" en la pista 8.

#### Disc 2: Documental
1. Documentary
2. Discografía interactiva/clips
3. Fotos

## Personal

### CD 1
- Matthew Bellamy – voz, guitarra, piano, sintetizador.
- Chris Wolstenholme – coros, bajo, guitarra, sintetizador.
- Dominic Howard – batería, percusión.